# Sălățig
Sălățig (en hongrois Szilágyszeg) est une commune roumaine du județ de Sălaj, dans la région historique de Transylvanie et dans la région de développement du Nord-ouest.

## Géographie
La commune de Sălățig est située dans le nord du județ, à la limite avec le județ de Satu Mare, dans la vallée de la Sălaj, à −6 km au sud de Cehu Silvaniei et à 27 km au nord de Zalău, le chef-lieu du județ.
La municipalité est composée des cinq villages suivants (population en 2002) :
- Bulgari (258) ;
- Deja (1 285) ;
- Mineu (403) ;
- Noțig (640) ;
- Sălățig (574), siège de la commune.

## Histoire
La première mention écrite du village de Sălățig date de 1329 sous le nom de Zylazegh. La mention des autres villages date aussi du XIVe siècle.
La commune, qui appartenait au royaume de Hongrie, faisait partie de la principauté de Transylvanie et elle en a donc suivi l'histoire.
Après le compromis de 1867 entre Autrichiens et Hongrois de l'empire d'Autriche, la principauté de Transylvanie disparaît et, en 1876, le royaume de Hongrie est partagé en comitats. Sălățig intègre le comitat de Szilágy (Szilágy vármegye).
À la fin de la Première Guerre mondiale, l'Empire austro-hongrois disparaît et la commune rejoint la Grande Roumanie.
En 1940, à la suite du deuxième arbitrage de Vienne, elle est annexée par la Hongrie jusqu'en 1944. Elle réintègre la Roumanie après la Seconde Guerre mondiale.

## Politique
| Période                                  | Période  | Identité      | Étiquette | Qualité |
| ---------------------------------------- | -------- | ------------- | --------- | ------- |
| Les données manquantes sont à compléter. |          |               |           |         |
| 2008                                     | 2016     | Iozsef Molnar | UDMR      |         |
| 2016                                     | En cours | Andrei Petkeș | UDMR      |         |

| Parti | Parti                                      | Sièges |
| ----- | ------------------------------------------ | ------ |
|       | Parti national libéral (PNL)               | 4      |
|       | Parti social-démocrate (PSD)               | 1      |
|       | Union démocrate magyare de Roumanie (UDMR) | 6      |

## Religions
En 2002, la composition religieuse de la commune était la suivante :
- Réformés, 50,00 % ;
- Chrétiens orthodoxes, 41,89 % ;
- Grecs-Catholiques, 2,81 % ;
- Pentecôtistes, 2,75 %.

## Démographie
En 1910, à l'époque austro-hongroise, la commune comptait 2 107 Roumains (59,55 %) et 1 429 Hongrois (40,39 %).
En 1930, on dénombrait 2 195 Roumains (60,45 %), 1 383 Hongrois (38,09 %) et 46 Juifs (1,27 %).
En 1956, après la Seconde Guerre mondiale, 2 471 Roumains (59,82 %) côtoyaient 1 648 Hongrois (39,89 %).
En 2002, la commune comptait 1 452 Roumains (45,94 %), 1 671 Hongrois (52,87 %) et 35 Tsiganes (1,10 %). On comptait à cette date 1 243 ménages et 1 128 logements.
| 1850  | 1880  | 1900  | 1910  | 1920  | 1930  | 1941  | 1956  | 1966  |
| ----- | ----- | ----- | ----- | ----- | ----- | ----- | ----- | ----- |
| 3 214 | 2 812 | 3 195 | 3 538 | 3 331 | 3 631 | 3 896 | 4 131 | 3 890 |

| 1977  | 1992  | 2002  | 2007  | - | - | - | - | - |
| ----- | ----- | ----- | ----- | - | - | - | - | - |
| 3 927 | 3 210 | 3 160 | 3 038 | - | - | - | - | - |

## Économie
L'économie de la commune repose sur l'agriculture et l'élevage.

## Communications

### Routes
Sălățig est située sur la route régionale DJ108D qui la relie à Cehu Silvaniei et au județ de Maramureș au nord et à Crișeni et à Zalău au sud.

## Lieux et monuments
- Bulgari, église orthodoxe en bois des Sts Archanges datant de 1547[6].

- Noțig, église orthodoxe en bois des Sts Archanges datant de 1842[6].

- Mineu, église réformée datant de 1514, transformée au XVIIIe siècle[7].

- Sălățig, église réformée datant de 1753, réaménagée en 1809[7].

- Sălățig, lac de retenue dans la vallée de la Șandrei (superficie de 22 ha) propice à la pêche.

## Galerie de photos

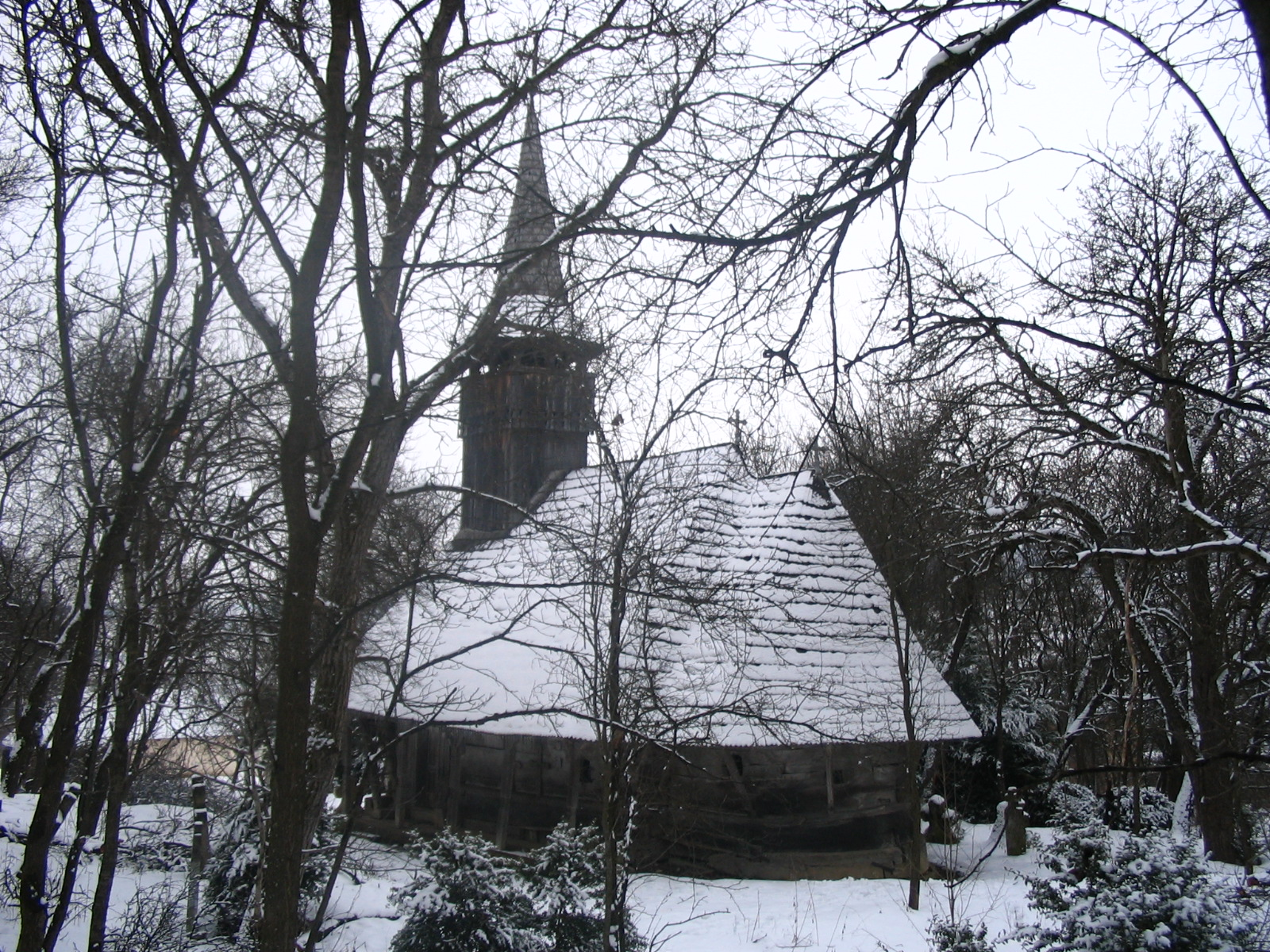
L'église de Bulgair sous la neige
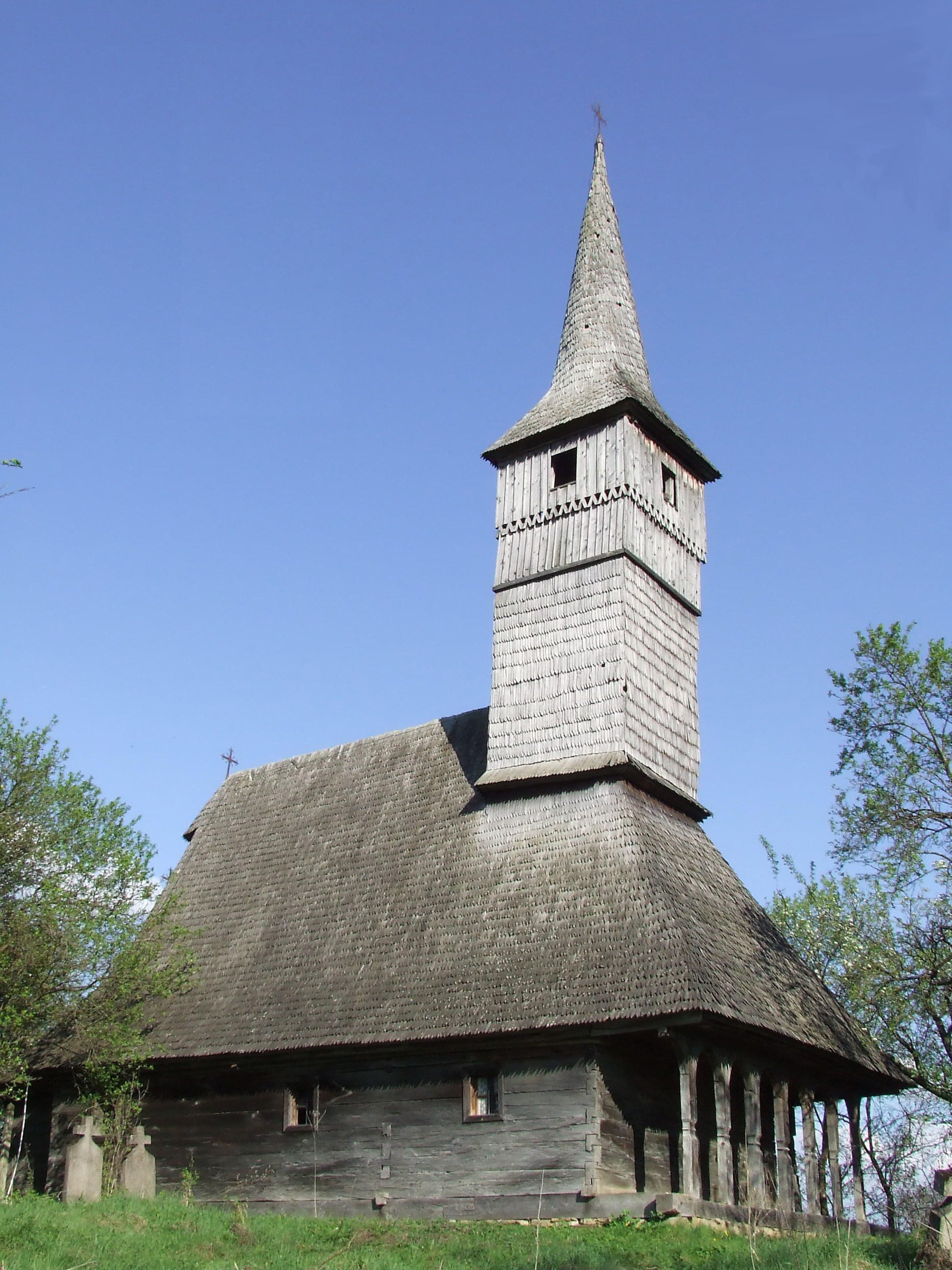
L'église de Noțig et sa galerie
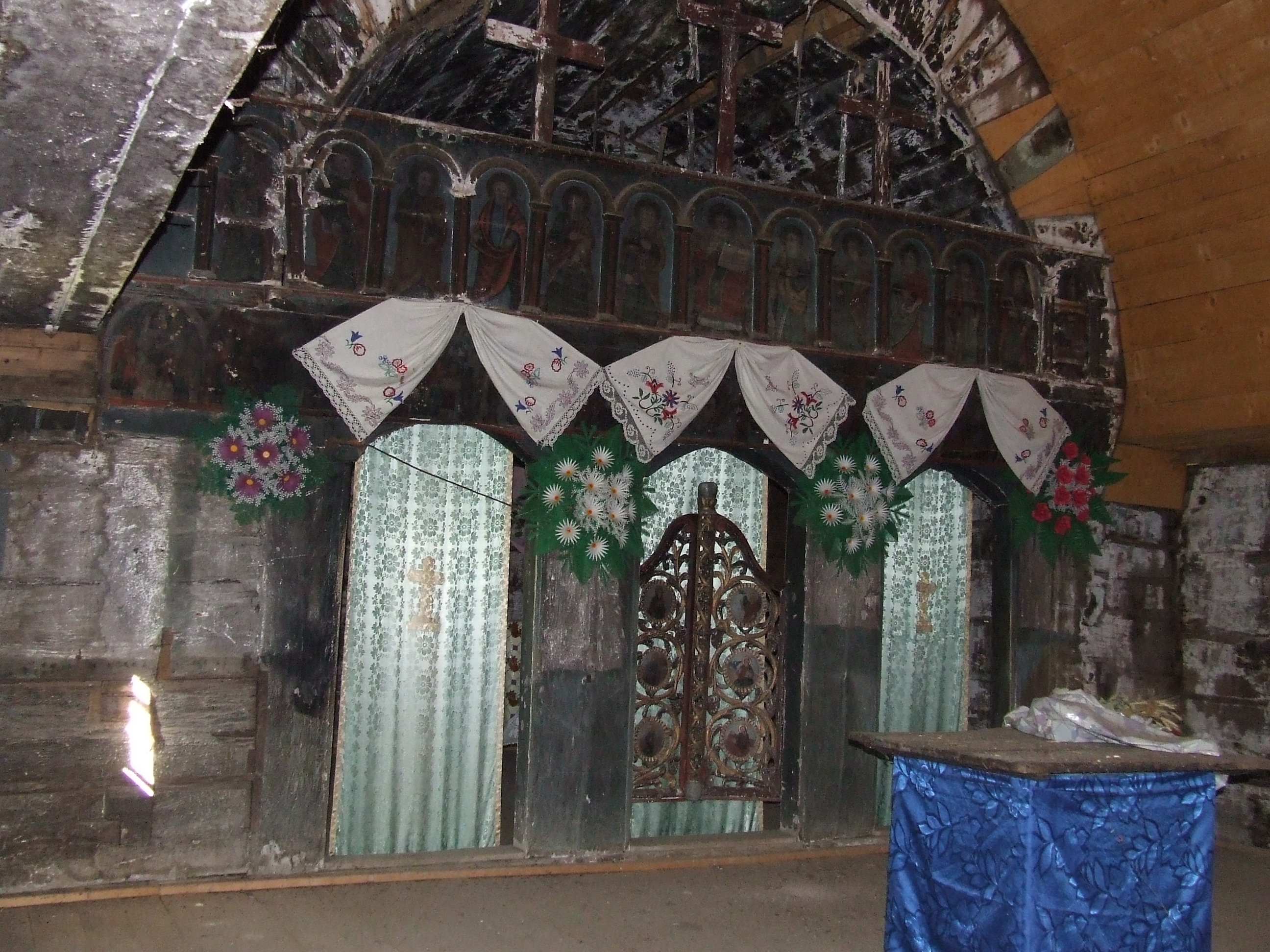
L'iconostase de l'église de Noțig